# 马亨德拉·巴哈杜尔·潘迪
马亨德拉·巴哈杜尔·潘迪（1948年5月19日—），尼泊尔政治人物、外交官，曾任尼泊爾駐中華人民共和國大使。

## 經歷
马亨德拉·巴哈杜尔·潘迪1948年5月19日生於尼泊爾努瓦果德縣。他擁有特里布文大學法學學士學位和英語教育碩士學位。
1975年至1994年在特里布文大學擔任副教授。1995年擔任尼泊爾政府社會福利理事會成員秘書。自1999年以來擔任尼泊爾共產黨（聯合馬列）議會黨議員，2006年擔任尼泊爾共產黨（聯合馬列）議會首席黨鞭。2014年2月25日至2015年擔任尼泊爾外交部部長。
在黨內，1969年擔任尼泊尔共产党（马列毛）中央委員會成員。自2000年起擔任尼泊爾共產黨（聯合馬列）中央委員會成員。自2005年起擔任尼泊爾共產黨（聯合馬列）政治局成員。自2018年擔任尼泊爾共產黨中央委員會委員。
潘迪參加的高層訪問代表團和指責包括：參加2014年和2015年在紐約舉行的第69屆和第70屆聯合國大會；參加2014年在緬甸內比都舉行的环孟加拉湾多领域经济技术合作倡议峰會；2014年和2015年領導與印度外交部長的高級別會議代表團；參加2014年在加德滿都舉行的第18屆南亞區域合作聯盟峰會；2014年領導第18屆南亞區域合作聯盟部長級會議代表團；2015年分別領導與中國外交部長在北京和加德滿都的高級別會議代表團。
2020年4月17日，尼泊爾總統任命马亨德拉·巴哈杜尔·潘迪爲尼泊爾駐中華人民共和國大使。7月9日，抵達北京，7月28日，向外交部礼宾司司长洪磊遞交國書副本。2021年4月14日，向國家主席習近平遞交國書。2021年10月離任。

## 個人生活
马亨德拉·巴哈杜尔·潘迪已婚，妻子比姆·库马里·塔帕（Bhim Kumari Thapa），育有一子一女。